# ماکراوانک
ماکراوانک (به ارمنی: Մաքրավանք) یک صومعه حواری ارمنی واقع در هرازدان، ارمنستان می‌باشد. ساخت و ساز این ساختمان سده‌های ۱۰ تا ۱۳ به پایان رسید. این بنا به سبک معماری ارمنی طراحی شده‌است.

## نگارخانه

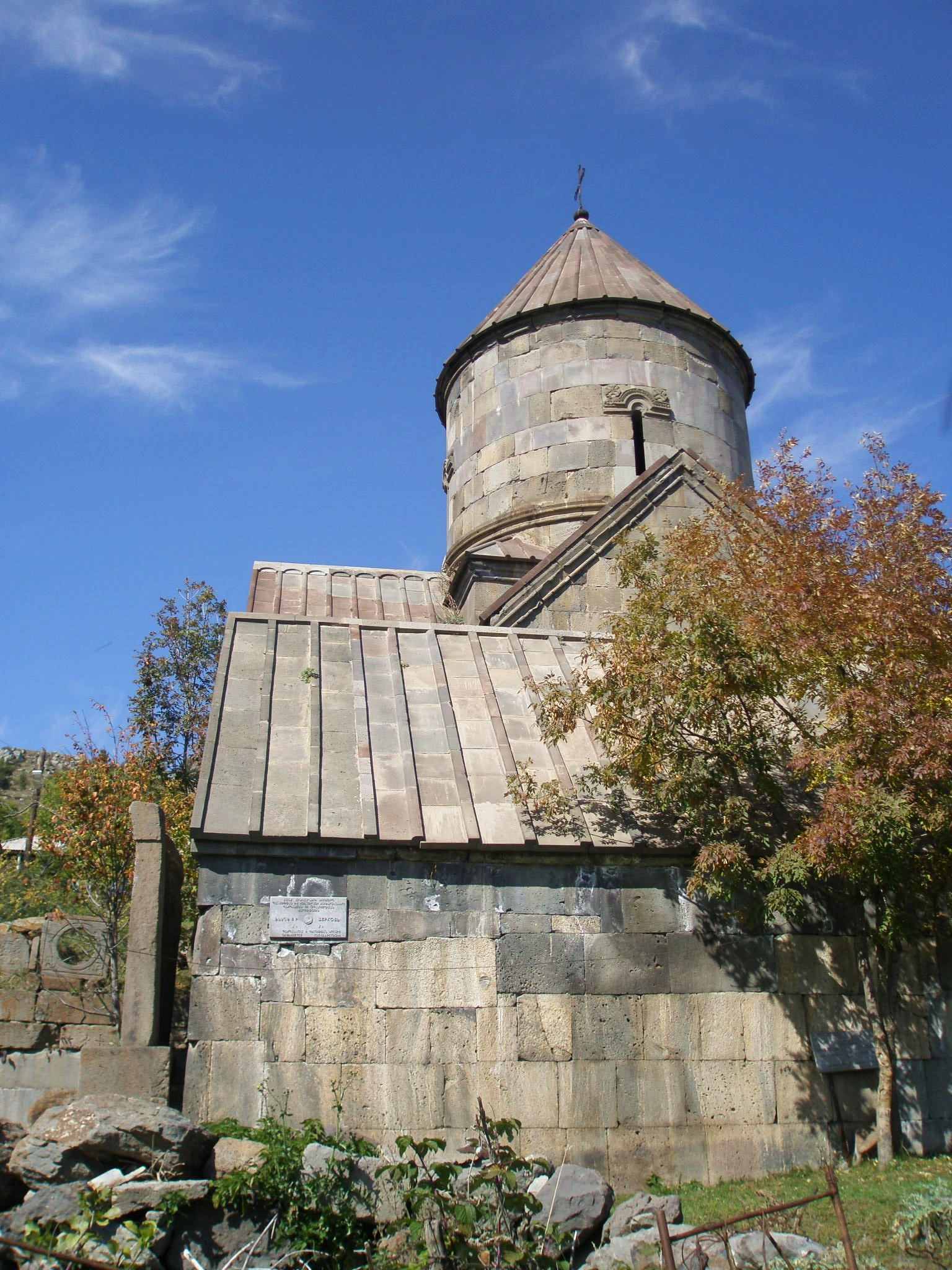
کلیسای آستواتساتسین مقدس، نمای جنوبی
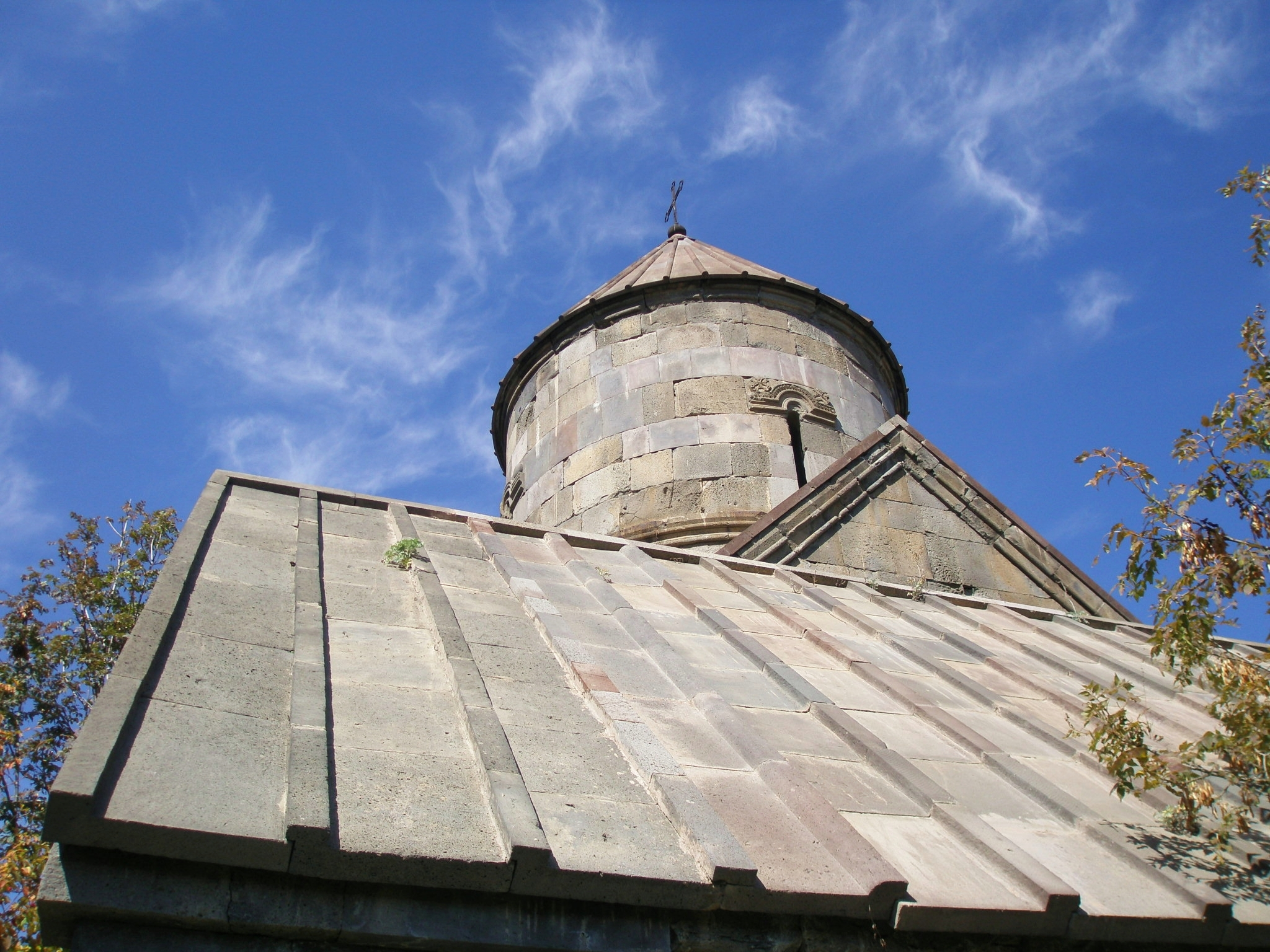
گنبد کلیسای آستواتساتسین مقدس
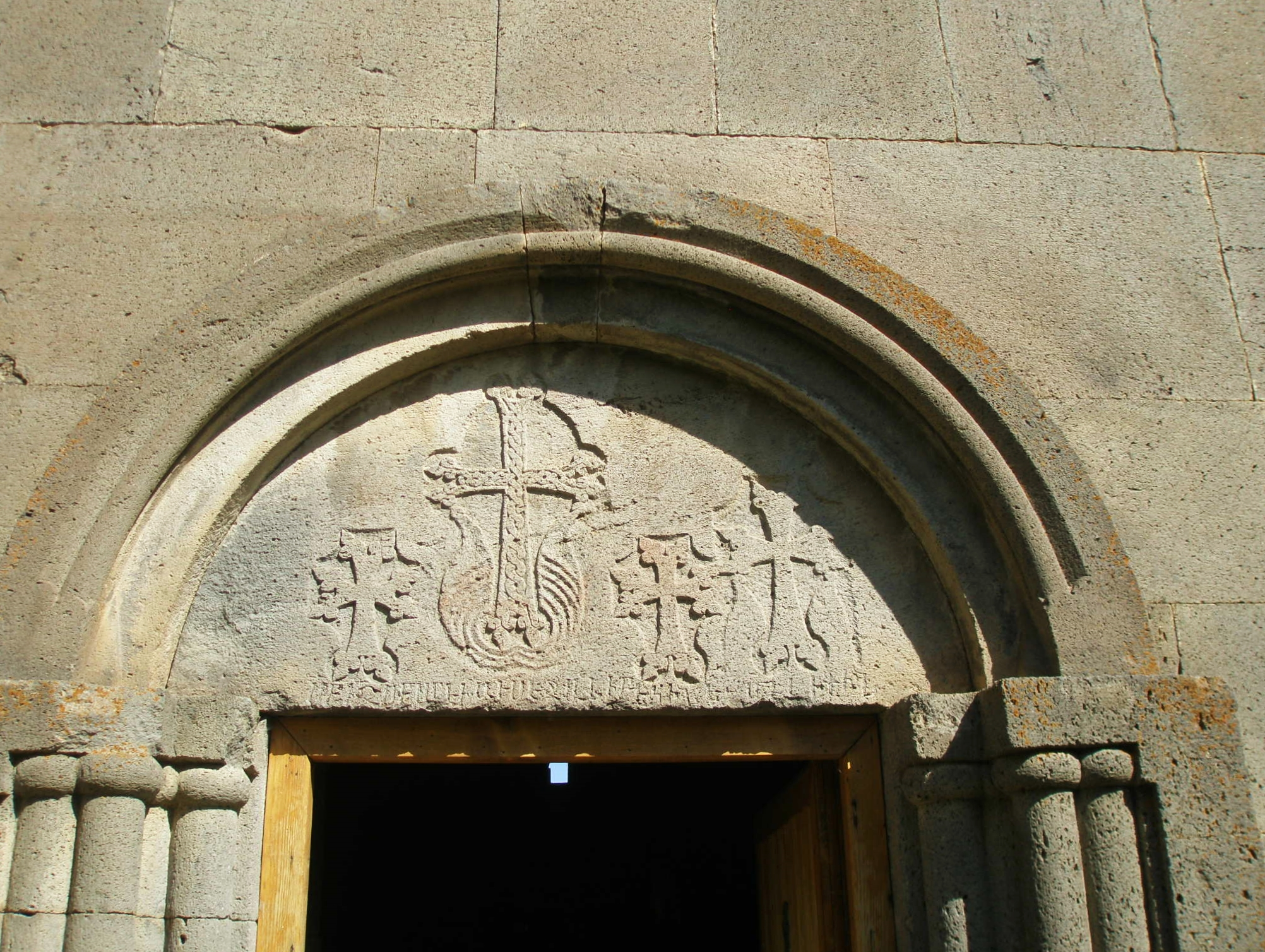
Tympanum above the entry to S. Astvatsatsin
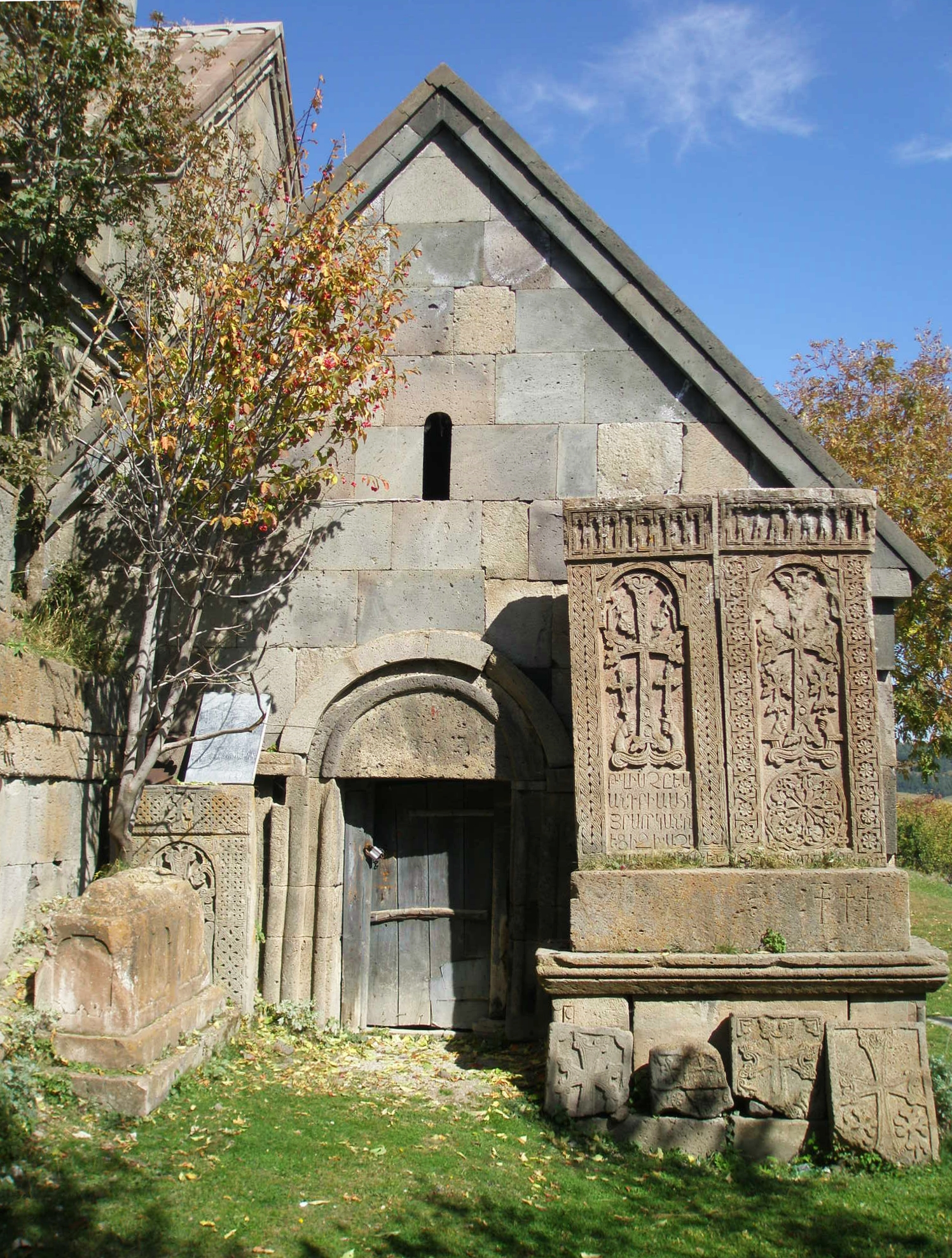
11th-century chapel adjacent to S. Astvatsatsin Church, west façade
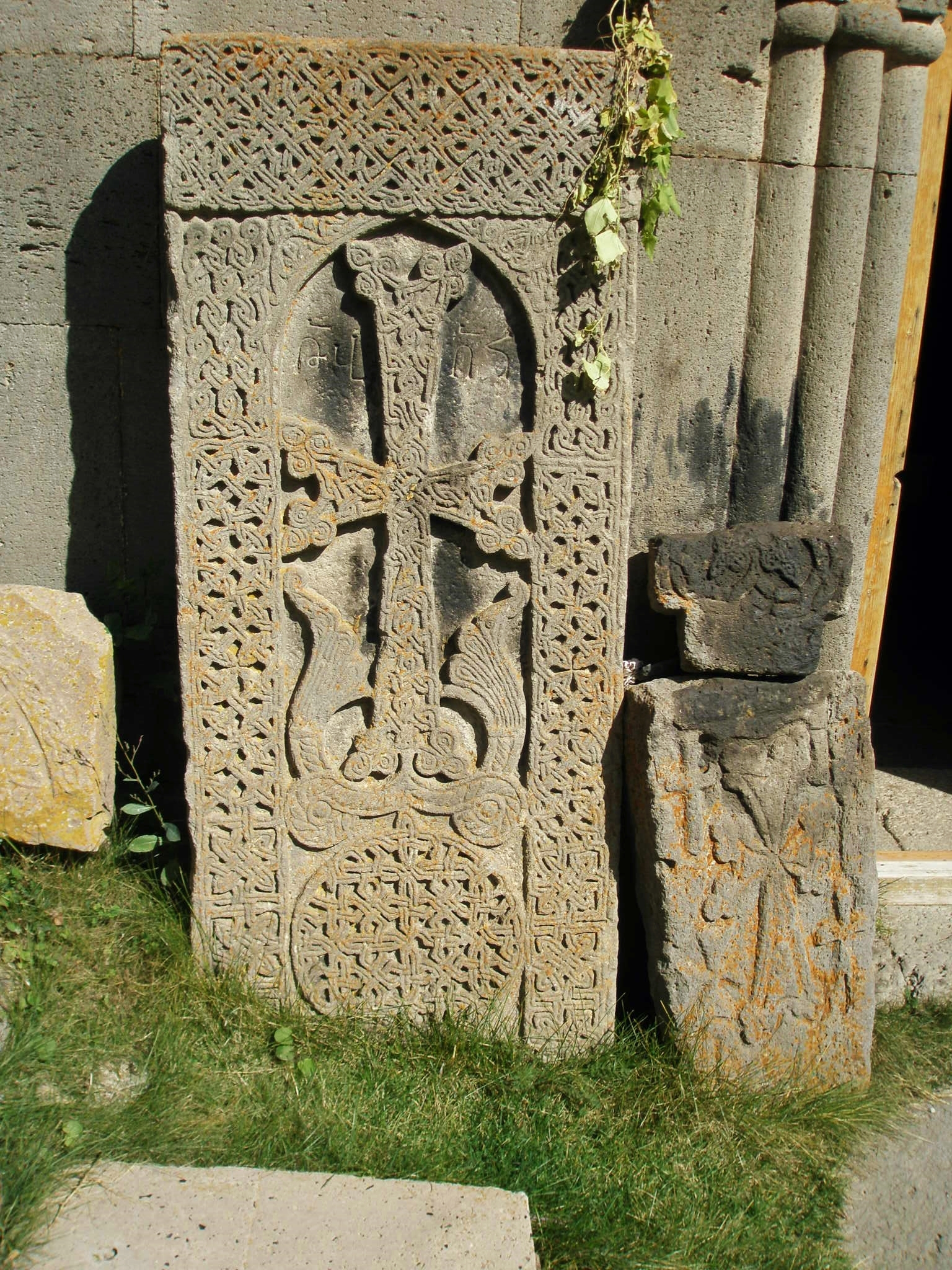
Large khachkar adjacent to the entry to S. Astvatsatsin Church
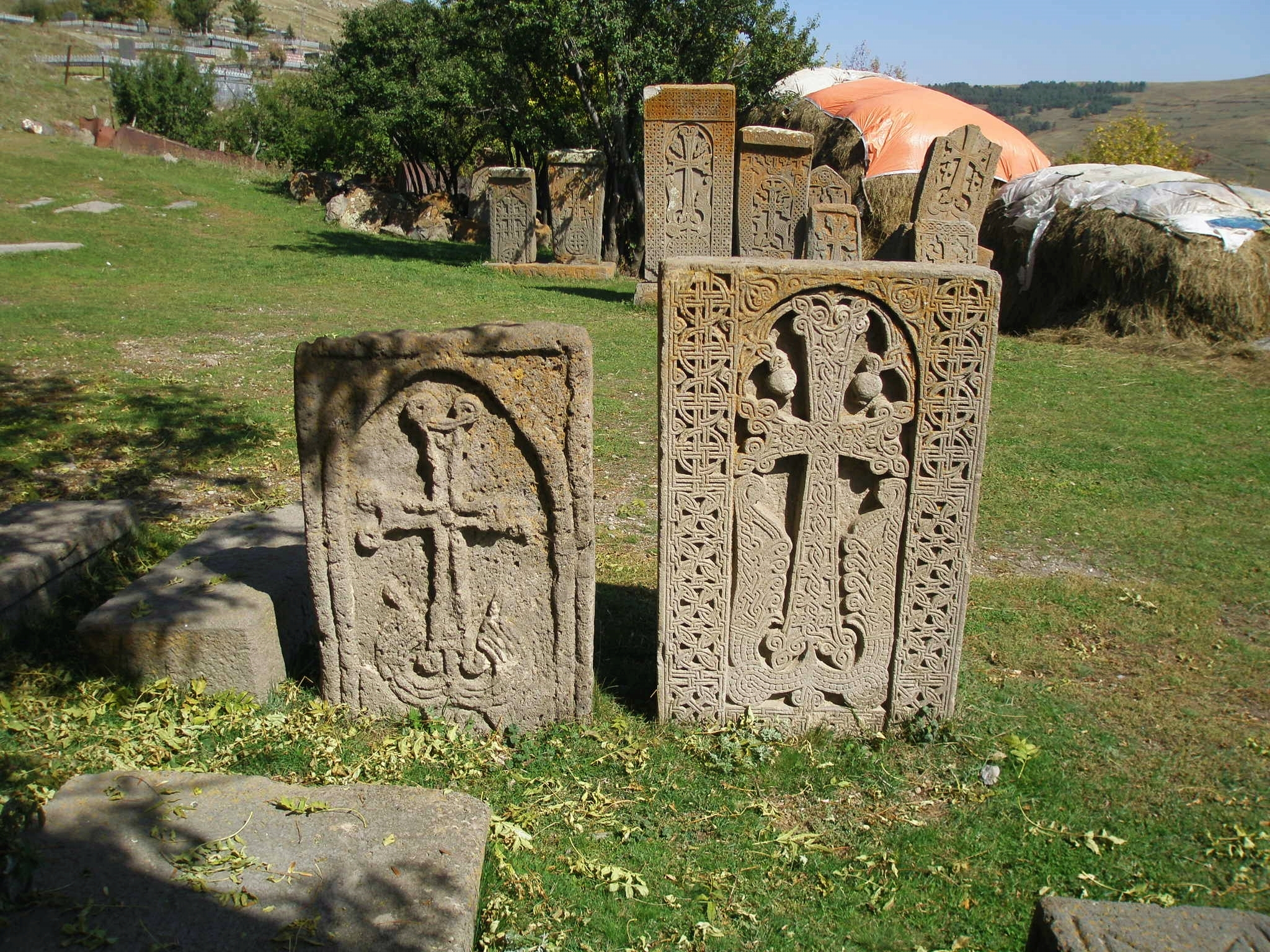
گورستان به همراه تعدادی چلیپاسنگ
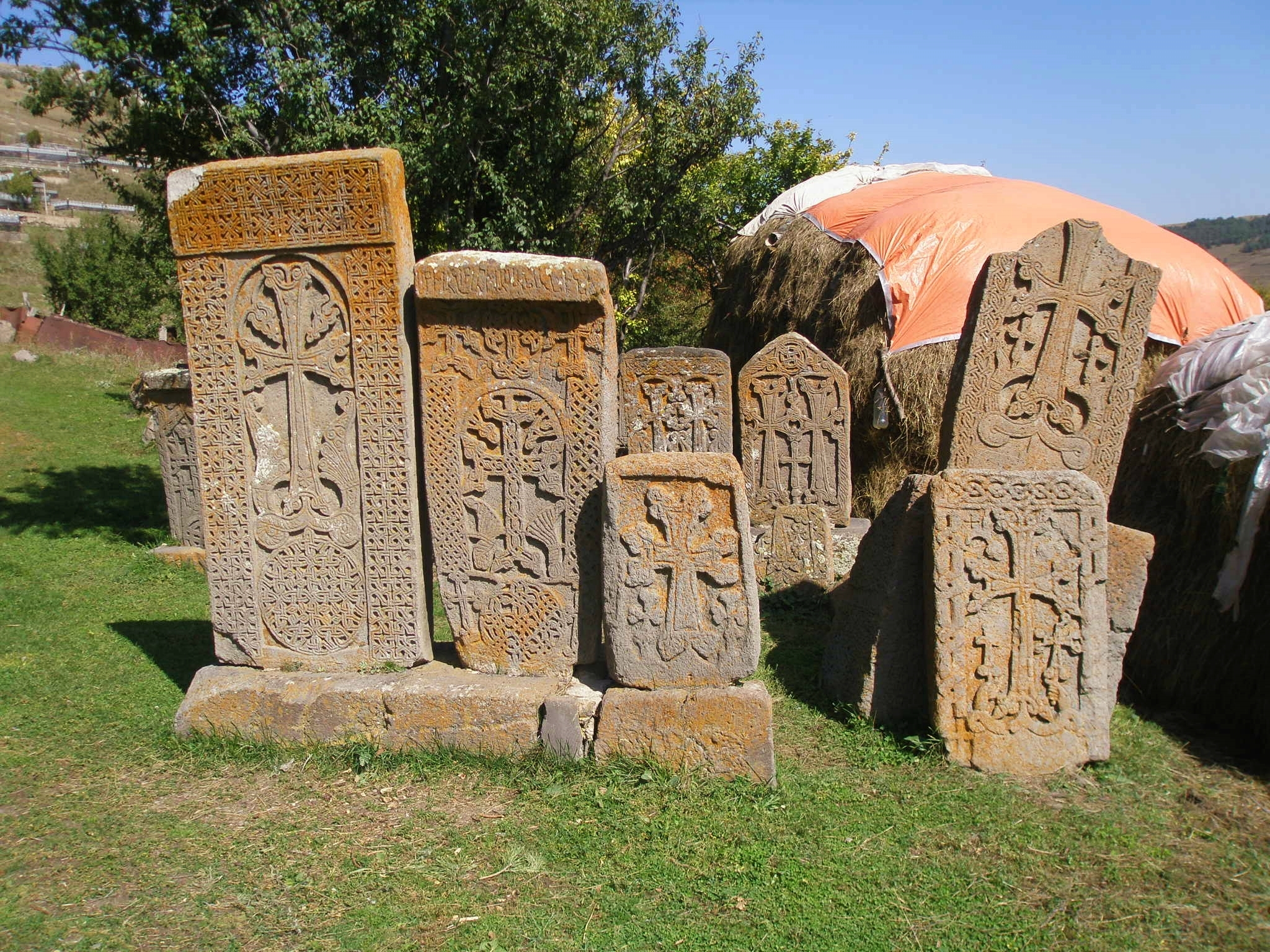
گورستان به همراه چندین چلیپاسنگ
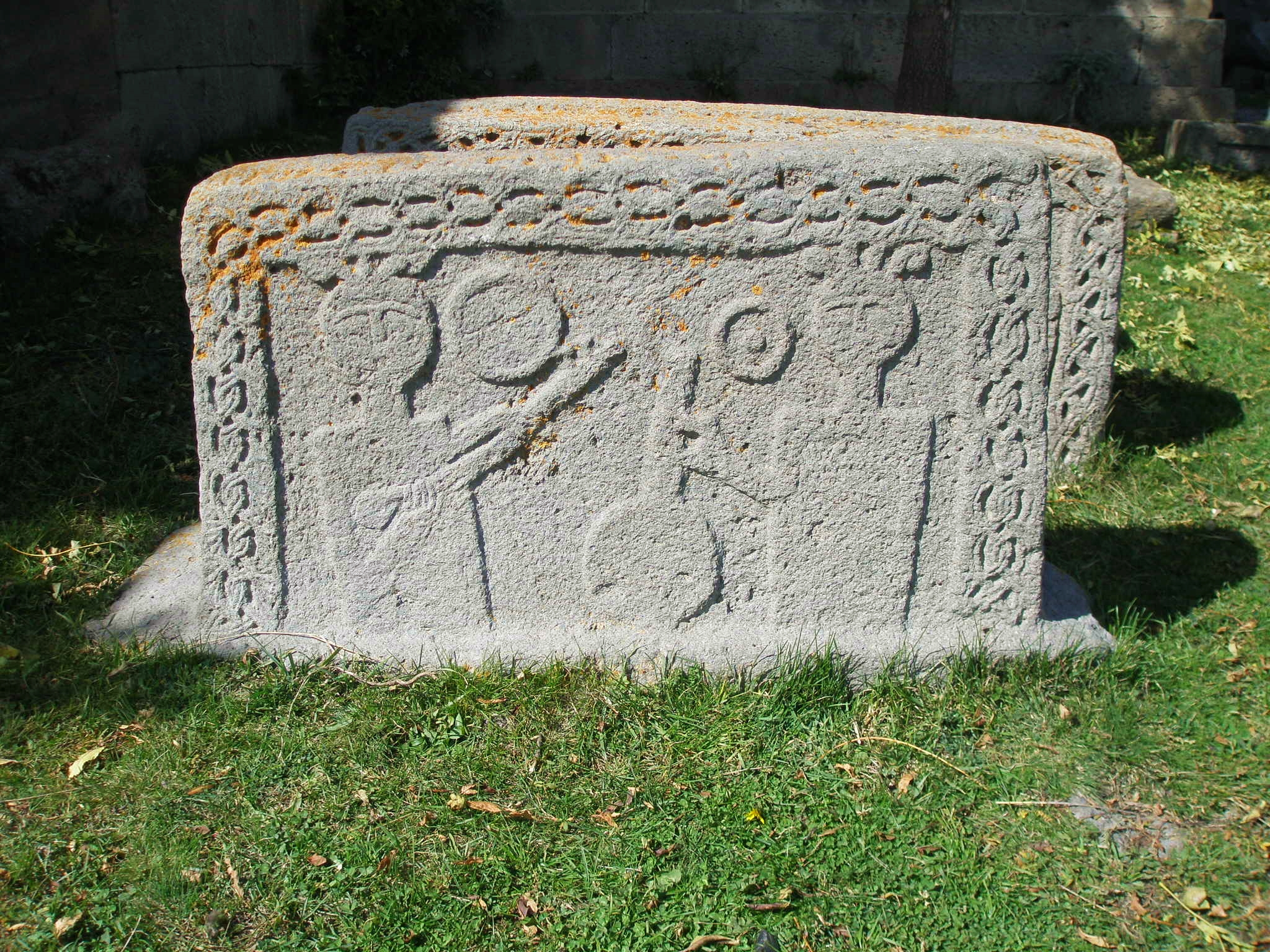
Tombstone depicting musicians